# Smooth Operator
«Smooth Operator» (букв. «Скользкий игрок») — четвертый и последний сингл с дебютного альбома Diamond Life (1984) английской группы Sade. Он был выпущен в 1984 году в Англии на студии Epic Records и в 1985 — в США (Portrait Records). Сингл достиг первого места в американском чарте Adult Contemporary (продержавшись на вершине две недели) и пятого места в Billboard Hot 100, став прорывным международным хитом группы и её первым хитом в Топ-10 в США.

## Музыкальное видео
Видеоклип (полная версия на 8,5 минут), который для этой песни снимал режиссёр Джульен Темпл, в 1985 году был номинирован на две премии MTV Video Music Awards в категориях «Лучшее женское видео» и «Лучшее видео дебютанта».

## Отзывы
Таня Рена Джефферсон из AXS заявила: «Тёплый тембральный голос Sade поёт о скользком игроке — аферисте-любовнике. Песня „Smooth Operator“ достигла номера один в чарте Billboard Adult Contemporary в 1985 году». Софи Хивуд из The Guardian прокомментировала: «Возможно, это фирменный сингл группы, и точность, с которой его обходительная музыка, дополненная соло на саксофоне, передала стиль жизни бизнес-класса, задала тон тому, как их будут воспринимать на протяжении всей их карьеры. Как кредо, „Мы перемещаемся в пространстве с минимальными потерями и максимальной радостью“ остается откровением». Фрэнк Гуан из Vulture прокомментировал: «Наряду с отличным ведущим саксофоном и извилистой басовой линией, секрет успеха самого большого раннего хита Sade скрывается на виду: бессердечный плейбой, путешествующий по городам и континентам в поисках удовольствия, о котором она рассказывает, служит аллегорией глобального капитализма, а также её самой: её международный диапазон и её голос — каждый раз, когда она напевает „smooth operator“, содержит определённую самореференцию. Злодейство её аморального протагониста передано в таких прекрасных фразах, что слушатель не может не соблазниться».

## Коммерческий успех
Сингл стал прорывным международным хитом группы и её первым хитом в Топ-10 в основном американском хит-параде Billboard Hot 100, в котором он дебютировал 2 марта 1985 года, а 18 мая достиг пятого места. Также до пятой строчки он добрался в соул-чарте Hot R&B/Hip-Hop Songs в выпуске от 4 мая 1985 года. Наибольший успех песня имела в американском чарте современной музыки для взрослых Adult Contemporary, где дебютировав 16 марта 1985 года, в выпуске от 11 мая 1985 года поднялась на первое место, продержавшись на вершине две недели.

## Список композиций
| 7" сингл (Великобритания, США, Голландия, Австралия) - Side A: 1. «Smooth Operator» — 4:15 - Side B: 1. «Spirit» — 5:28 | 12" макси-сингл (Великобритания, США, Голландия, Япония) - Side A: 1. «Smooth Operator» — 5:25 2. «Red Eye» — 3:18 - Side B: 1. «Spirit» — 5:28 |

## Чарты
| Чарт (1984—1985)                                   | Высшая позиция |
| -------------------------------------------------- | -------------- |
| Австралия (Kent Music Report)                      | 20             |
| Австрия (Ö3 Austria Top 40)                        | 12             |
| Бельгия/Фландрия (Ultratop 50)                     | 19             |
| Великобритания (OCC UK Singles)                    | 19             |
| Европа (European Top 100 Singles)                  | 7              |
| Ирландия (IRMA)                                    | 17             |
| Италия (Musica e dischi)                           | 16             |
| Канада (RPM Top Singles)                           | 5              |
| Канада (RPM Adult Contemporary)                    | 5              |
| Нидерланды (Dutch Top 40)                          | 19             |
| Нидерланды (Single Top 100)                        | 12             |
| Новая Зеландия (Recorded Music NZ)                 | 22             |
| США (Billboard Hot 100)                            | 5              |
| США (Billboard Adult Contemporary)                 | 1              |
| США (Billboard Dance Club Songs)                   | 11             |
| США (Billboard Hot R&B/Hip-Hop Songs)              | 5              |
| США (Cash Box Top 100 Singles)                     | 6              |
| США (Top 100 Black Contemporary Singles, Cash Box) | 6              |
| Швейцария (Schweizer Hitparade)                    | 14             |
| ФРГ (GfK)                                          | 11             |
| Франция (SNEP)                                     | 9              |
| ЮАР (Springbok Radio)                              | 6              |

| Чарт (1985)                                        | Позиция |
| -------------------------------------------------- | ------- |
| Канада (Top Singles, RPM)                          | 71      |
| США (Billboard Hot 100)                            | 62      |
| США (Adult Contemporary, Billboard)                | 10      |
| США (Hot R&B/Hip-Hop Songs, Billboard)             | 32      |
| США (Cash Box Top 100 Singles)                     | 57      |
| США (Top 100 Black Contemporary Singles, Cash Box) | 21      |

## Сертификации
| Регион                                                                      | Сертификация | Продажи |
| --------------------------------------------------------------------------- | ------------ | ------- |
| Дания (IFPI Danmark)                                                        | Золотой      | 45 000  |
| Италия (FIMI) · sales since 2009                                            | Золотой      | 50 000  |
| Великобритания (BPI)                                                        | Золотой      | 400 000 |
| Данные о продажах + прослушиваниях приведены только на основе сертификации. |              |         |

### Комментарии
1. ↑  В переносном смысле — само обаяние, Донжуан, сердцеед, дамский угодник, ловелас, бабник, альфонс, Казанова.